# Kubrick par Kubrick
Kubrick par Kubrick est un documentaire réalisé par Grégory Monro, diffusé sur Arte en 2020.

## Sources
- Samuel Blumenfeld, « Kubrick par Kubrick : confidences d’un cinéaste discret », sur Le Monde, 12 avril 2020
- Guillaume Loison, « Kubrick par Kubrick, Kubrick à brac », sur L'Obs, 12 avril 2020